# Lincomicina
La lincomicina è un farmaco antibiotico appartenente, con la clindamicina, alla famiglia delle lincosamidi è una molecola di ricerca Upjohn poi acquista da Pfizer. Idrosolubile e stabile alle variazioni di pH.

## Farmacodinamica
La lincomicina inibisce la sintesi proteica legandosi alla subunità ribosomiale 50S batterica, con azione quindi batteriostatica. Il meccanismo d'azione è simile a quello dei macrolidi, così come lo spettro d'azione. 
Possiede uno spettro d'azione simile alla penicillina, ma è batteriostatico o battericida dose-dipendente.
Viene particolarmente usato nella cura di faringiti, otiti, polmoniti, sinusiti, anche in via aerosolica, ed in sostituzione della penicillina nei soggetti allergici ai beta-lattamici.
La lincomicina è utilizzata nel trattamento di ostiomieliti strafilococciche poiché efficace anche con batteri produttori di penicillasi; sono suscettibili alla lincomicina anche diplococcus pneumoniae, streptococcus pyogenes, streptococcus viridans, bacillus anthracis, bacterioides fragilis, neisserie, heamophilus ed enterococchi.

## Farmacocinetica
L'assunzione orale di lincomicina da assorbimento variabile ma incompleto con valori sierici massimi di 1,8 µg/6,7 µg dopo 500/1000 mg dopo 4 ore. L'emivita della lincomicina è di 4-5 ore.
L'assorbimento è influenzato negativamente dal cibo oralmente e anche per ciò si somministra per via intramuscolare. Il legame sierico è basso ed la distribuzione è alta in tutti i tessuti comprese le ossa.
L'eliminazione urinaria è meno del 10% della dose presa oralmente e tra 10% e 50% se assunta per via parenterale, si ritrova l'antibiotico in feci e bile. In caso di danno renale l'emivita è prolungata del triplo.

## Effetti Collaterali
L'evento avverso più pericoloso che possa provocare è la colite pseudomembranosa, infezione da C. difficile, che può avere esito anche fatale. Si presenta soprattutto nelle donne di mezza età e nelle donne anziane, sottoposte ad interventi chirurgici o sottoposti a cicli di terapia antibiotica. In tali casi si deve procedere alla somministrazione di metronidazolo o vancomicina per via orale, ed in caso la terapia medica non abbia successo si procede con la colectomia. Altri possibili effetti collaterali sono rash, prurito, edema angioneurotico; molto più raramente si verificano granulocitopenia e aumento della transaminasi sieriche.